# Megiddo (kibuc)
Megiddo (hebr. מגידו; ang. Megiddo) – kibuc położony w Samorządzie Regionu Megiddo, w Dystrykcie Północnym, w Izraelu. Członek Ruchu Kibuców (Ha-Tenu’a ha-Kibbucit).

## Położenie
Kibuc Megiddo jest położony na wysokości od 150 do 160 metrów n.p.m. na niewielkim wzgórzu Tell Megiddo (167 m n.p.m.) o wylotu Wadi Ara do Doliny Jezreel, w Dolnej Galilei na północy Izraela. Po stronie zachodniej wznosi się płaskowyż Wyżyny Manassesa. Jest tutaj wzgórze Giwat Joszijahu (235 m n.p.m.), z którego zboczy spływa strumień Megiddo. Po stronie południowej osady znajduje się wadi strumienia Keini. Natomiast na wschód od kibucu są pola uprawne Doliny Jezreel. W jego otoczeniu znajduje się miejscowość Ma’ale Iron, kibuce Giwat Oz, Galed i En ha-Szofet, moszawy Midrach Oz, Ha-Jogew i Mele’a, oraz wioska komunalna Nir Jafe. Na północny wschód od kibucu znajduje się port lotniczy Megiddo.
Megiddo jest położone w Samorządzie Regionu Megiddo, w Poddystrykcie Jezreel, w Dystrykcie Północnym Izraela.

## Historia

Mapa ilustrująca położenie Megiddo między Doliną Jezreel, Górą Karmel, Wadi Ara i równiną przybrzeżną

Makieta starożytnego miasta Megiddo

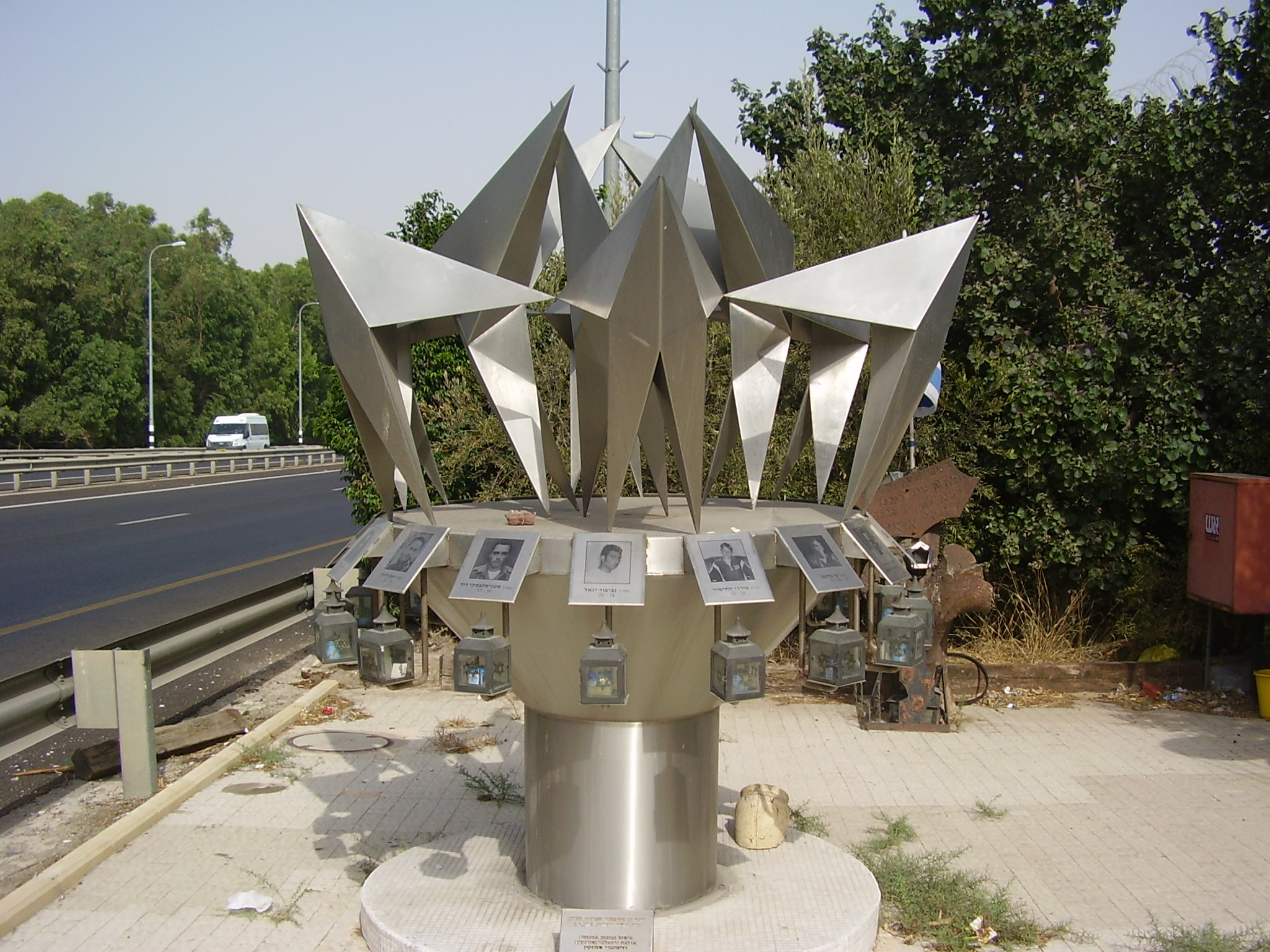
Pomnik ofiar zamachu na autobus w Megiddo z dnia 5 czerwca 2002 r.

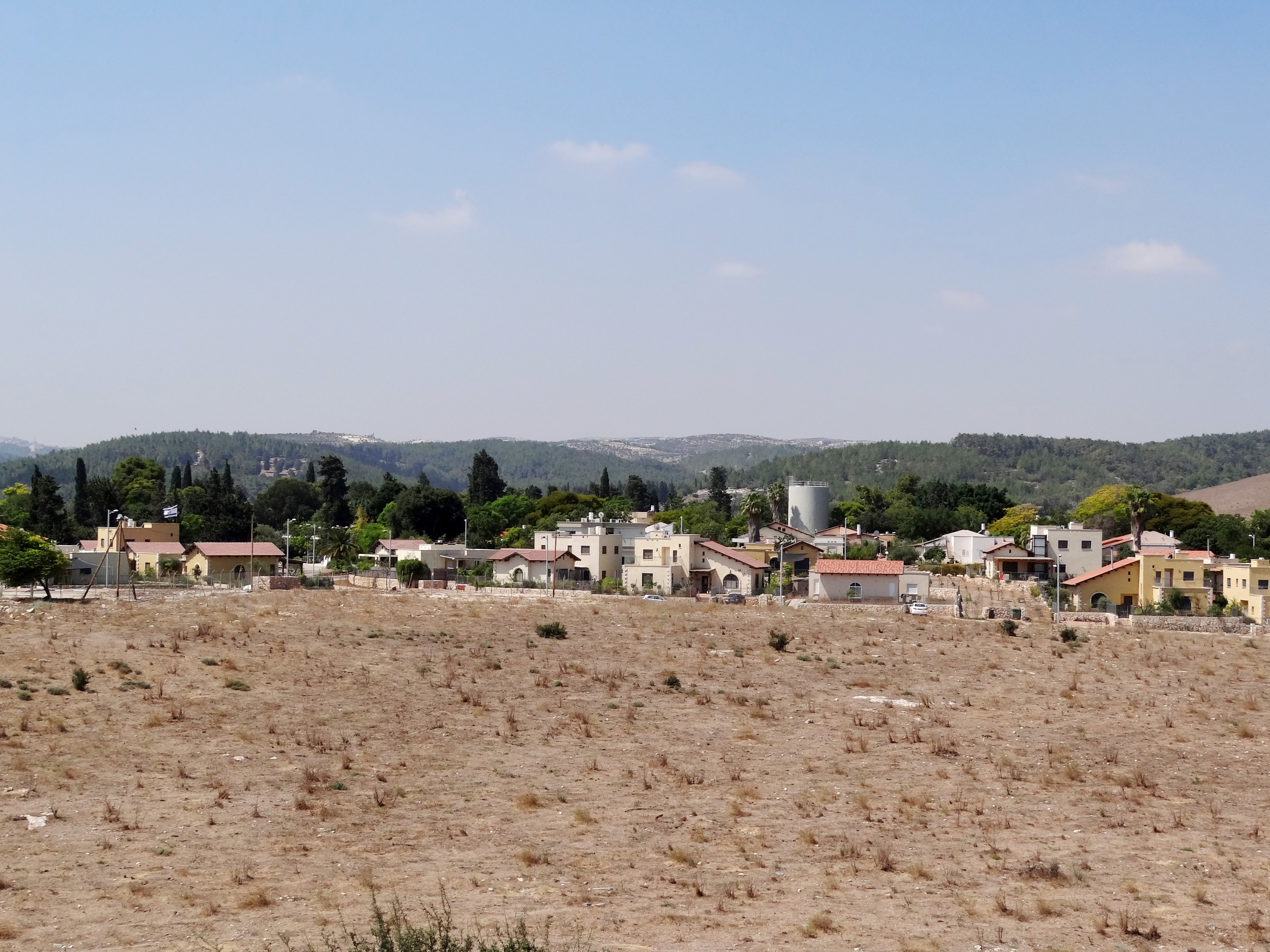
Panorama kibucu Megiddo

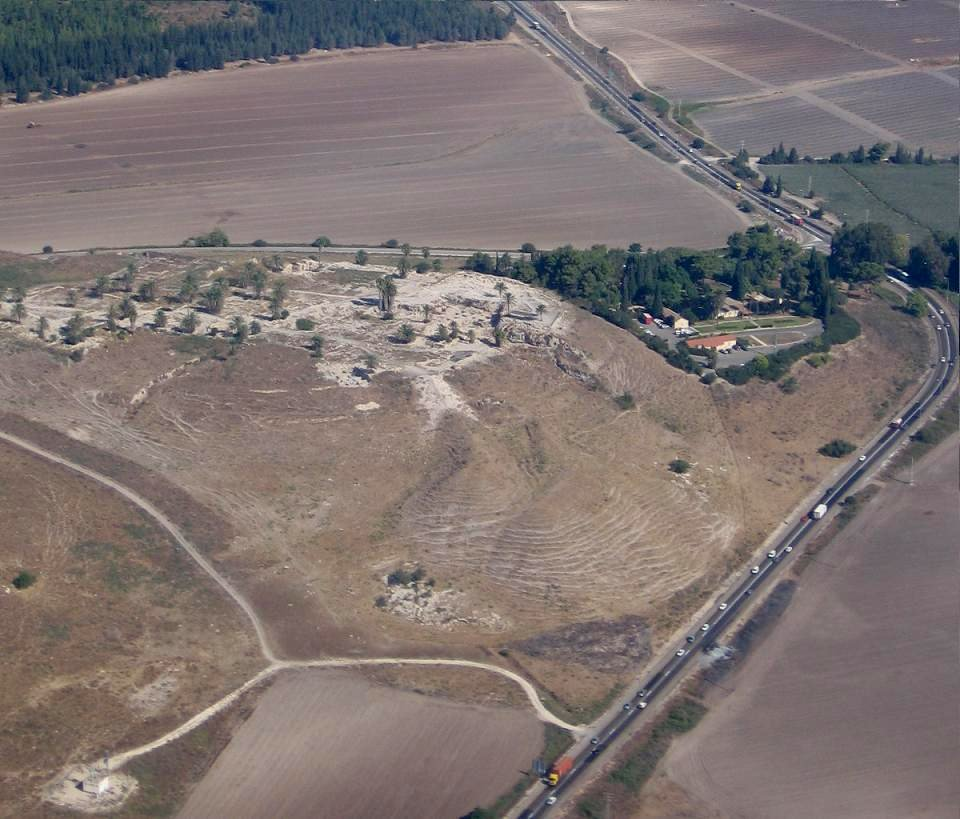
Park Narodowy Megiddo

Wzgórze Tell Megiddo zajmuje strategiczną pozycję, górującą nad Doliną Jezreel. Panowało ono nad skrzyżowaniem ważnych szlaków handlowych i stanowiło klucz do obrony Doliny Jordanu (od południa) i równiny przybrzeżnej (od północy). Kontrola nad wejściem do Wadi Ara umożliwiała czerpanie zysków ze starożytnego szlaku handlowego Via Maris, łączącego Egipt z Asyrią. Dodatkowym korzystnym czynnikiem była żyzność ziem Doliny Jezreel oraz dostępność wody i innych potrzebnych surowców w okolicy. Wszystko to razem powodowało, że już od najdawniejszych czasów Tell Megiddo było zamieszkane. Najstarsze ślady osadnictwa pochodzą z chalkolitu z IV tysiąclecia p.n.e. W owym czasie istniała tutaj niewielka wioska. Na początku III tysiąclecia p.n.e. (epoka brązu) Megiddo było już miastem otoczonym murami obronnymi. Prace archeologiczne odkryły między innymi tzw. „wyżynę” kananejską - wielki kopiec o charakterze kultowym (XIX wiek p.n.e.), system zaopatrzenia miasta w wodę, mury obronne wraz z bramami, zbudowane w podobny sposób jak w Gezer i Chasor, rzeźby z kości słoniowej (pochodzące z Egiptu i Lewantu). W połowie XII wieku p.n.e. na tutejsze wybrzeża zaczęły napływać Ludy Morza, za których sprawą Megiddo zostało zniszczone i przez kolejne stulecie pozostawało opuszczone. Mniej więcej w połowie XI wieku p.n.e. Megiddo było ponownie warownym miastem, zamieszkanym przez Filistynów. Megiddo po raz pierwszy pojawia się w Biblii, kiedy Żydzi nie zdołali go zająć i przez długie lata pozostawało ono w rękach Kananejczyków i Filistynów. Dopiero za czasów króla Dawida weszło w skład Królestwa Izraela, a swój największy rozkwit osiągnęło pod panowaniem króla Salomona. Zajmowało ono wówczas powierzchnię około 6 hektarów i było otoczone potężnymi murami o szerokości 3,5 metrów i wysokości 6 metrów. Pusta przestrzeń pozostawiona we wnętrzu murów, służyła jako magazyny. Miasto było prawdziwym klejnotem królestwa Izraelitów, nazywanym Miastem Rydwanów. Po rozpadzie królestwa, Megiddo weszło w skład północnego Królestwa Izraela i około 835 roku p.n.e. zostało zniszczone podczas najazdu asyryjskiego króla Chazaela. Kolejne wojny i bitwy przynosiły miastu nowe zniszczenia, aż bitwa pod Megiddo w 609 roku p.n.e. przyniosła kres dawnej świetności Megiddo. Pod koniec IV wieku p.n.e. Aleksander Macedoński założył tutaj nowe miasto. Przetrwał ono do czasów stłumieniu w 135 roku n.e. żydowskiego Powstania Bar-Kochby. Rzymski cesarz Hadrian rozkazał wówczas zbudowanie przy tutejszym skrzyżowaniu dróg obozu nazwanego Legio (pol. Legion). W ten sposób Rzymianie strzegli strategicznego przejścia Wadi Ara, oraz kontrolowali linię komunikacyjną łączącą nadmorską równinę z Doliną Jezreel. Gdy w III wieku rzymskie wojska zostały wycofane, Legio stało się miastem o nazwie Maximianopolis, na cześć cesarza Maksymiana. Po podboju muzułmańskim nazwę osady zmieniono na Ladżdżun (arabskie słowo „ladżdżun” wywodzi się z rzymskiego „legio”, i oznacza legion). Krzyżowcy przywrócili mu rzymską nazwę Legio, ale używali także nazw Ligum i le Lyon. W 1182 roku miasto ponownie zajęli Muzułmanie, którzy powrócili do nazwy Ladżdżun. W 1596 roku miasto Ladżdżun zostało włączone do Imperium osmańskiego. Walki wewnętrzne toczone w drugiej połowie XVIII wieku spowodowały stopniowy upadek miasta, i jego degradację do statusu wioski.
W trakcie działań wojennych I wojny światowej doszło w pobliżu do bitwy pod Megiddo (1918). Brytyjskie wojska złamały opór Turków i przejęły kontrolę nad Palestyną. W 1922 roku formalnie utworzono Brytyjski Mandat Palestyny. Umożliwiło to w kolejnych latach rozwój osadnictwa żydowskiego w Palestynie. W takich okolicznościach, w latach 30. XX wieku żydowskie organizacje syjonistyczne wykupiły znaczne ilości gruntów w Dolinie Jezreel. W niedalekim sąsiedztwie arabskiej wsi Ladżdżun powstał w 1925 roku żydowski kibuc Miszmar ha-Emek. Wszystko to powodowało wzrost napięć społecznych w regionie. Podczas II wojny światowej Brytyjczycy utworzyli w Dolinie Jezreel kilka ważnych baz wojskowych – w 1942 roku na północny wschód od wioski Ladżdżun powstała baza lotnicza RAF Megiddo. Przy bazie lotniczej Megiddo powstały koszary z magazynami wojskowymi. Poszukując skutecznego rozwiązania narastającego konfliktu izraelsko-arabskiego w dniu 29 listopada 1947 roku została przyjęta Rezolucja Zgromadzenia Ogólnego ONZ nr 181. Zakładała ona między innymi, że wieś Ladżdżun miała znaleźć się w granicach nowo utworzonego państwa żydowskiego. Arabowie odrzucili tę Rezolucję i dzień później doprowadzili do wybuchu wojny domowej w Mandacie Palestyny. Na samym jej początku siły Arabskiej Armii Wyzwoleńczej zajęły pobliskie wioski i sparaliżowały żydowską komunikację w regionie. Następnie, w dniach od 4 do 14 kwietnia 1948 roku w okolicy doszło do bitwy o Miszmar ha-Emek. Siły żydowskiej organizacji paramilitarnej Hagana broniące tego kibucu, najpierw odparły arabski atak, a następnie przeszły do kontrataku i zdobyły szereg wiosek arabskich . Wieś Ladżdżun pozostała wtedy nie zdobyta i nadal blokowała żydowską komunikację w regionie. Z tego powodu siły żydowskiej organizacji paramilitarnej Hagana zajęły pod koniec kwietnia wioskę, wysiedlając większość jej mieszkańców i burząc część domów. Podczas I wojny izraelsko-arabskiej pod koniec maja 1948 roku siły żydowskie przeprowadziły operację „Erez”, w trakcie której 30 maja zajęto wioskę Ladżdżun. Została ona wówczas prawie całkowicie zniszczona.
Współczesny kibuc Megiddo został założony w dniu 1 lutego 1949 roku. Jego grupa założycielska składała się z 60 żydowskich imigrantów z Polski i Węgier, którzy przeżyli Holocaust. Byli to w większości członkowie młodzieżowej organizacji syjonistycznej Ha-Szomer Ha-Cair. Natychmiast po skończeniu wojny w Europie, podjęli oni starania o wyjazd do Palestyny. Zostali jednak zatrzymani przez Brytyjczyków i osadzeni w obozie dla internowanych na Cyprze. Dopiero po proklamacji niepodległości Izraela mogli oni przyjechać do Ziemi Izraela. Grupa została podzielona między kibuce Gat, En ha-Szofet, Dan i Negba w celu wzmocnienia obrony tych osad. Równocześnie uczyli się oni rolnictwa i zdobywali potrzebne doświadczenie. Podczas I wojny izraelsko-arabskiej wzięli aktywny udział w walkach. Na początku 1949 roku przyjechali do Doliny Jezreel i wzmocnili kibuc Miszmar ha-Emek. Po krótkim czasie utworzyli oni swój własny kibuc Megiddo. Początkowo znajdował się on około 500 metrów na zachód od ruin arabskiej wioski Ladżdżun, a po kilku latach przeniósł się do obecnej lokalizacji. Pionierzy w pierwszej kolejności wybudowali magazyn, warsztaty oraz kurnik, samemu zamieszkując w prowizorycznych namiotach. W sierpniu 1949 roku wybudowano wspólną stołówkę, a pierwsze domy mieszkalne rozpoczęto budować po kilku latach w nowej lokalizacji kibucu. W połowie lat 50. XX wieku kibuc został wzmocniony imigrantami z Libanu, Meksyku i Argentyny. Pod koniec lat 90. XX wieku kibuc znalazł się w głębokim kryzysie gospodarczym, który wymusił przeprowadzenie w 2000 roku częściowej prywatyzacji. Od 2006 roku rozpoczęto budowę trzech nowych osiedli mieszkaniowych, co przyniosło wzmocnienie i ożywienie kibucu.
W dniu 5 czerwca 2002 roku na skrzyżowaniu Megiddo w sąsiedztwie kibucu doszło do samobójczego zamachu na autobus w Megiddo. W tym zamachu bombowym zginęło 17 Izraelczyków, a 43 osoby zostały ranne. Odpowiedzialność za zamach wziął na siebie Palestyński Islamski Dżihad.

## Demografia
Większość mieszkańców kibucu jest Żydami, jednak nie wszyscy identyfikują się z judaizmem. Tutejsza populacja jest świecka.

## Gospodarka i infrastruktura
Gospodarka kibucu opiera się na intensywnym rolnictwie i obsłudze ruchu turystycznego. Uprawy polne koncentrują się na bawełnie. W sadach hoduje się awokado i migdałowce. Dodatkowo jest tutaj farma drobiu i hodowla bydła mlecznego. Zakład Polygal produkuje plastikowe panele dla szklarni i konstrukcji dachowych. W kibucu jest przychodnia zdrowia, sklep wielobranżowy, stacja benzynowa oraz warsztat mechaniczny.

## Transport
Z kibucu wyjeżdża się na północny wschód na drogę nr 66, którą jadąc na północny zachód dojeżdża się do moszawu Midrach Oz, lub jadąc na południowy wschód dojeżdża się do skrzyżowania z drogą ekspresową nr 65 przy więzieniu Megiddo.

## Edukacja  i kultura
Kibuc utrzymuje przedszkole. Starsze dzieci są dowożone do szkoły podstawowej w kibucu Ha-Zore’a i szkoły średniej w kibucu En ha-Szofet. Osada posiada ośrodek kultury z biblioteką, basen kąpielowy, salę sportową oraz boisko do piłki nożnej.

## Turystyka
Największą tutejszą atrakcją turystyczną są ruiny starożytnego miasta Megiddo. Całość parku archeologicznego jest chroniona przez Park Narodowy Megiddo, który w 2005 roku został wpisany na listę światowego dziedzictwa kultury UNESCO. Na południe od kibucu przebiega wadi strumienia Keini. Cały ten obszar jest zalesiony. Wzdłuż brzegu strumienia poprowadzono ładną trasę wycieczkową, urządzając miejsca piknikowe oraz baseny do kąpieli dla dzieci. Po południowej stronie drogi nr 65 znajdują się pozostałości dawnego obozu rzymskiego legionu. W tym samym miejscu wznosiła się niewielka warownia krzyżowców. Z punktu widzenia geologicznego, to niewielkie wzniesienie jest wygasłym wulkanem (156 metrów n.p.m.), który porastają drzewa. Na jego północnych zboczach odkryto pozostałości dawnego kościoła z około II wieku - zachowała się mozaika z symbolem ryby. Z kibucu można również organizować piesze wycieczki do położonych na zachodzie wzgórz Wyżyny Manassesa. Obszar całej wyżyny stanowi od 2011 roku rezerwat biosfery UNESCO. Rezerwat biosfery obejmuje obszary zalesione, źródła strumieni, wzgórza wulkaniczne i stanowiska archeologiczne.

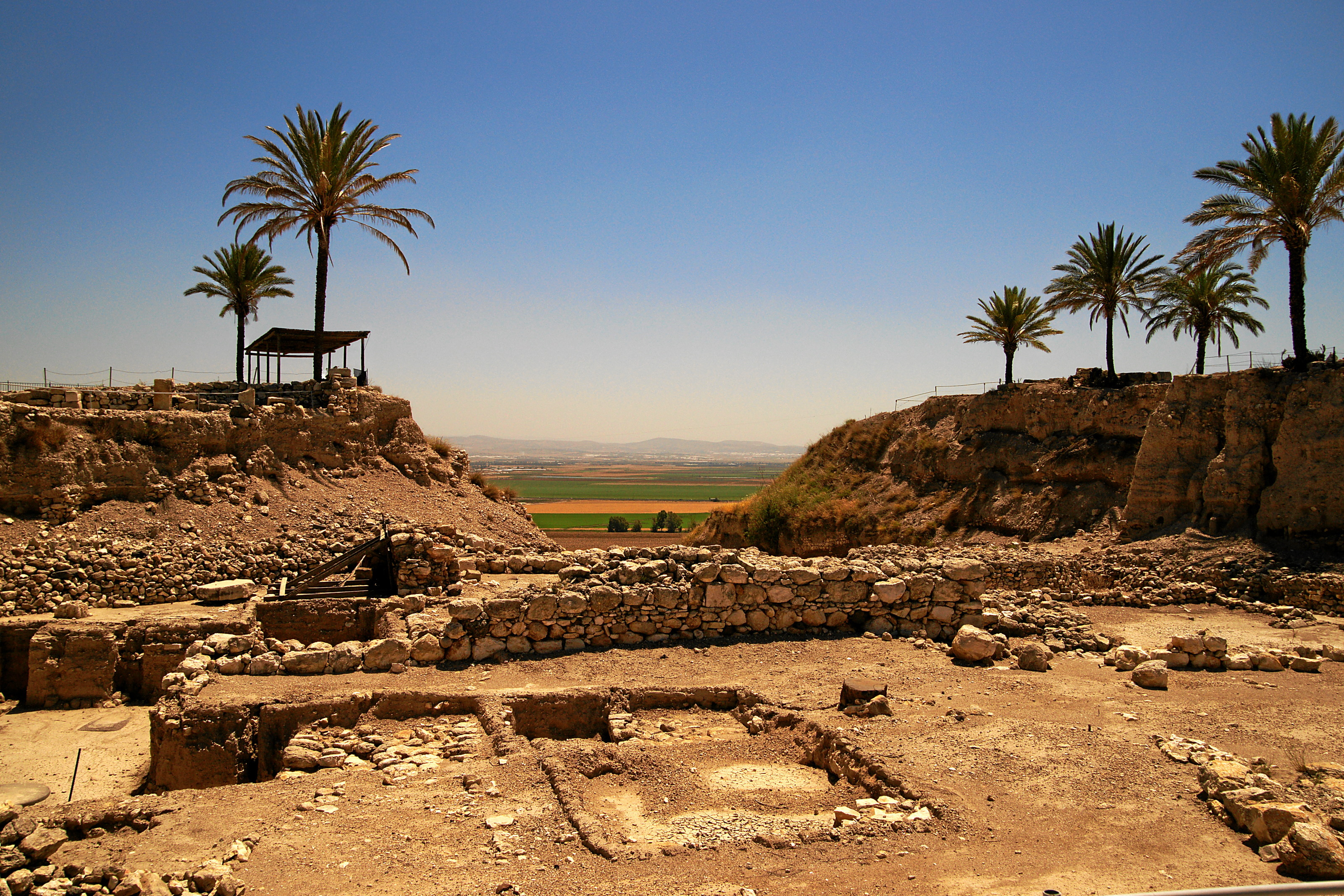
Park Narodowy Megiddo